# Interné résistant
Le terme d’interné résistant se rapporte aux résistants à l'occupation durant la Seconde Guerre mondiale ne relevant pas de l’appellation de déporté résistant, mais qui, pour acte qualifié de résistance à l'ennemi, ont subi une détention minimum de trois mois. Le terme s’applique aussi aux personnes arrêtées et exécutées pour actes qualifiés de résistance à l'ennemi quelle que soit la durée de leur détention.

## Définition officielle
En 1948, le gouvernement français crée le statut définitif des déportés et internés résistants par la loi no 48-1251 du 6 août 1948.  Le dispositif  est complété par l’article 19 de la loi n°86-76 du 17 janvier 1986. Les articles 273 et 274 du code des pensions militaires d'invalidité et des victimes de la guerre fixent ensuite les conditions dans lesquelles est attribué le titre de déporté résistant. Elles le sont, depuis le 1er janvier 2017, fixées par les articles L.342-2, L.342-3 et L.342-5 du code des pensions militaires d'invalidité et des victimes de guerre. Les articles L.342-2 et L.342-3 prévoient :

« L. 342-2. Le titre d'interné résistant est attribué à toute personne qui a subi, quel que soit le lieu, sauf les cas prévus à l'article L. 342-1, une détention minimum de trois mois pour acte qualifié de résistance à l'ennemi.
Aucune condition de durée n'est exigée de ceux qui se sont évadés ou qui ont contracté, pendant leur internement, une maladie ou une infirmité, provenant notamment de tortures, susceptible d'ouvrir droit à pension à la charge de l'État.
Art. L. 342-3. Les personnes arrêtées et exécutées pour actes qualifiés de résistance à l'ennemi sont considérées comme internés résistants, quelle que soit la durée de leur détention, a fortiori si elles ont été exécutées sur-le-champ. »

L'article L.342-5 concerne les malgré-nous originaires de l'Alsace-Moselle, internés pour avoir été déclarés insoumis ou déserteurs.

## Médaille
- Médaille de l'internement pour faits de Résistance